# Cosada
Cosada o Coseda (in croato Kotež o Kozada) è un isolotto disabitato della Croazia e fa parte dell'arcipelago delle isole Brioni, lungo la costa istriana.
Amministrativamente appartiene all'istituzione pubblica del Parco nazionale di Brioni del comune di Pola, nella regione istriana.

## Geografia
Cosada è l'isola più orientale dell'arcipelago delle isole Brioni, si trova allo sbocco meridionale del canale di Fasana (Fažanski kanal), 1,265 km a sudest di Brioni Maggiore e 400 m a est di San Girolamo. Nel punto più ravvicinato, punta Puntisella  (Puntica), dista dalla terraferma 475 m.
Cosada è un isolotto di forma ovale, orientato in direzione nordest-sudovest, che misura 475 m di lunghezza e 225 m di larghezza massima. Ha una superficie di 0,0782 km² e uno sviluppo costiero di 1,239 km. Al centro, raggiunge un'elevazione massima di 8,4 m s.l.m.

### Cartografia
- (HR) Mappa topografica della Croazia 1:25000, su preglednik.arkod.hr.